# Ancodonta
Ancodonta – podrząd ssaków z rzędu parzystokopytnych (Artiodactyla).

## Podział systematyczny
Do podrzędu należy jedna występująca współcześnie rodzina:
- Hippopotamidae J.E. Gray, 1821 – hipopotamowate

Opisano również rodzinę wymarłą:
- Anthracotheriidae Leidy, 1869